# Боасет (Сена и Марна)
Боасет (фр. Boissettes) је насељено место у Француској у региону Париски регион, у департману Сена и Марна.
По подацима из 2011. године у општини је живело 463 становника, а густина насељености је износила 300,65 становника/km².

## Демографија
| 1962. | 1968. | 1975. | 1982. | 1990. | 2011. |
| ----- | ----- | ----- | ----- | ----- | ----- |
| 157   | 265   | 289   | 387   | 455   | 463   |